# エロい彼氏が私を魅わす
『エロい彼氏が私を魅わす』（エロいかれしがわたしをまどわす）は、2021年9月18日から 11月6日まで毎週土曜0時にFODで配信された日本のインターネットテレビのドラマ。主演は松井愛莉。脚本は野島伸司。

## 概略
野島伸司脚本によるFODオリジナルドラマ。主題歌の作詞も野島が行う。主演の松井愛莉も野島の指名で決定した。高学歴証券マンとの結婚目前のお嬢様・仁美が、工事現場で偶然出会った筋骨隆々の男性に惹かれて葛藤していく姿を描いた恋愛ドラマ。収入もある学歴マンか、肉体の放つフェロモン男かというベーシックな恋愛劇を令和時代の視点から描く。

## キャスト
境野仁美
演 - 松井愛莉
正直すぎるお嬢様。素直すぎるがゆえ、言わなくていいことも口に出してしまい周りを振り回す。ピアノ教室に勤務。麻衣からは「自業自得のマグロ」と揶揄される。
甲斐まなぶ
演 - 笠松将
未来にやや諦めを持つ肉体労働者。先のことは考えられず、目の前のことに真っ直ぐ取り組む。
明石圭吾
演 - 結木滉星
仁美の婚約者であり、高学歴・高収入の証券マン。仁美の様子がおかしいことにすぐに気付くが、今まで築いてきたものをどうにかして維持したい性格から婚約破棄は言い出せない。
椎野麻衣
演 - 萩原みのり
まなぶの彼女でキャバクラ嬢。当初はひとみのまなぶへの思いを「ファン」と説明され納得するが、万里子らの計略により金銭と引き換えに圭吾と肉体関係を持つなど、起きたことに対して体を張ってリアクションする小悪魔的存在。肉体関係を持った証拠映像DVDが本作のキーとなっていく。
清田瑠璃
演 - 菅野莉央
仁美の姉。優良物件と娘の婚約が破談にならないよう、母とともに奔走する。
境野万里子
演 - 国生さゆり
仁美の母。優良物件と娘の婚約が破談にならないよう瑠璃と共に奔走する。ただし瑠璃と異なり、仁美をうらやましく思っている節もある。

## スタッフ
- 主題歌 - ASTRO「1番好きな人にサヨナラを言おう」[9]
- 脚本 - 野島伸司
- プロデュース - 鹿内植
- プロデューサー - 清家優輝、的場政行（ファインエンターテイメント）
- 監督 - 加藤裕将（フジテレビジョン）
- 音楽 - 鈴木ヤスヨシ
- 技術協力 - フォーチュン、サウンドライズ
- 照明協力 - フジ・メディア・テクノロジー
- 美術協力 - ケイエッチケイアート
- ポスプロ - ワインド・アップ、共同エディット
- 制作協力 - ファインエンターテイメント
- 製作著作 - フジテレビジョン

## 配信日程
| # | 配信日程 | タイトル                     |
| - | -------- | ---------------------------- |
| 1 | 9月18日  | 私の子宮が指さす彼           |
| 2 | 9月25日  | 犯罪レベルのセクシィキス     |
| 3 | 10月2日  | 食ってセックスして一緒に寝る |
| 4 | 10月9日  | 愛は子宮を救う               |
| 5 | 10月16日 | 性的な脳内メーカー           |
| 6 | 10月23日 | 自業自得のマグロ             |
| 7 | 10月30日 | 明日地球が滅びるなら         |
| 8 | 11月06日 | セックスレスの未来予想図     |